# Емилия Лепида (съпруга на Друз Цезар)
Емилия Лепида (на латински: Aemilia Lepida; † 36 г.) e дъщеря на Марк Емилий Лепид (консул 6 г.) и съпругата му Випсания Марцела.

## Биография
Произлиза от клон Лепид на фамилията Емилии. Племеница е на Луций Емилий Павел (консул 1 г.). Внучка е на Павел Емилий Лепид (суфектконсул 34 пр.н.е.) и втората му съпруга Корнелия Сципиона, дъщерята на Скрибония. Лепид реставрира на свои разноски през 22 г. Базилика Емилия.
Тя се омъжва за втория си братовчед имперския принц Друз Цезар, син на император Германик и Агрипина Стара. Така той е внук на Октавиан Август и на Нерон Клавдий Друз. Брат е на Гай Цезар (Калигула), Нерон Цезар, Юлия Друзила, Юлия Ливила и Агрипина Младша (майката на бъдещия император Нерон). Той и брат му Нерон Цезар са осиновени от чичо им Тиберий след смъртта на единствения му син Юлий Цезар Друз († 14 септември 23 г.). През 30 г. той е осъден за опит за преврат против Тиберий и 33 г. умира от глад в затвора.
Според Тацит Емилия Лепида е виновна за упадъка на съпруга си. През 36 г., три години след гладната смърт на Друз в затвора, тя е осъдена за брачна изневяра и се самоубива.